# قطعنامه ۱۱۶۰ شورای امنیت
قطعنامه ۱۱۶۰ شورای امنیت سازمان ملل متحد که در تاریخ ۳۱ مارس ۱۹۹۸ تصویب شد، سندی بین‌المللی دربارهٔ بررسی وضعیت در کوزوو است. این قطعنامه طی نشست ۳۸۶۸ام با ۱۴ رای موافق، ۰ مخالف و ۱ ممتنع تصویب شد.